# Alberta z Agen
Alberta z Agen (żyła na przełomie III i IV w., zm. 303) – męczennica i święta chrześcijańska.
Pochodziła z Agen. W 303 roku, wraz ze swoją siostrą świętą Fede, poniosła śmierć męczeńską.
W ikonografii przedstawiana w tunice i z atrybutami nawiązującymi do męczeńskiej śmierci, mieczem, palmą męczeństwa i wieńcem z róż, białych symbolizujących dziewictwo i czerwonych symbolizujących męstwo.